# 阿倫伯爵夫人瑪麗·史都華
阿倫伯爵夫人瑪麗·史都華（Mary Stewart, Countess of Arran，1453年5月13日—1488年5月）是蘇格蘭國王詹姆斯二世的長女。1467年她與托馬斯·波伊德（Thomas Boyd）結婚，後來這段婚姻被廢除，她被兄弟詹姆斯三世改嫁漢密爾頓勳爵詹姆斯·漢密爾頓；她的兒子，詹姆斯·漢密爾頓，在1503年成為阿倫伯爵，名稱來自於蘇格蘭的阿倫島。漢密爾頓家族在16世紀對蘇格蘭王位的繼承權即來自於瑪麗·史都華的血緣。